# Ayoub El Amloud
Ayoub El Amloud (arabisch أيوب العملود, DMG Ayyūb al-ʿAmlūd; * 8. April 1994 in Ouarzazate) ist ein marokkanischer Fußballspieler.

## Karriere

### Klub
Er wechselte zur Saison 2018/19 von FAR Rabat zu Wydad Casablanca. Mit diesem Team gewann er dann drei Mal die Meisterschaft und in der Spielzeit 2021/22 auch die Champions League.

### Nationalmannschaft
Seinen ersten bekannten Einsatz für die marokkanische A-Nationalmannschaft hatte er am 8. Juni 2021 bei einem 1:0-Freundschaftsspielsieg über Ghana. Hier stand er in der Startelf und wurde schließlich in der 86. Minute für Ayoub El Kaabi ausgewechselt. Danach war er zwar auch im Kader beim FIFA-Arabien-Pokal 2021, erhielt jedoch keinen Einsatz.